# Жагажай
Жагажай (каз. Жағажай, до 2001 г. — Достык) — село в Жетысайском районе Туркестанской области Казахстана. Входит в состав аульного округа Жолдасбая Ералиева. Код КАТО — 514439400.

## Население
В 1999 году население села составляло 127 человек (71 мужчина и 56 женщин). По данным переписи 2009 года, в селе проживало 229 человек (124 мужчины и 105 женщин).